# یوشوا بنجیو
یوشوا بنجیو (به انگلیسی Yoshua Bengio) (متولد ۱۹۶۴ در فرانسه) یک دانشمند کامپیوتر کانادایی است که بیشتر به خاطر کارهایش در شبکه‌های عصبی مصنوعی و یادگیری عمیق شناخته شده ست.
بنجیو لیسانس خود را در رشته مهندسی برق، کارشناسی ارشد را در رشته علوم کامپیوتر و دکترا را در رشته علوم کامپیوتر از دانشگاه مک گیل اخذ کرد. او دوره فوق دکترای خود را به عنوان محقق در دانشگاه فنی ماساچوست (تحت سرپرستی Michael I. اردن) و AT&T Bell Labs پشت سر گذاشت. بنجیو از سال ۱۹۹۳ عضو هیئت علمی در دانشگاه مونترال است و سرپرست MILA (مؤسسه مونترال برای الگوریتم‌های یادگیری) و مدیر پروژه Learning in Machines and Brains در مؤسسه کانادایی تحقیقات پیشرفته است.

## جوایز
در سال ۲۰۱۷، بنجیو به دریافت نشان Officier of the Order of Canada مفتخر شد. سپس در همان سال نامزد دریافت جایزه از انجمن سلطنتی کانادا شد و جایزه Marie-Victorin Quebec را برنده شد.
وی همچنین برندهٔ جوایزی همچون جایزه تورینگ در سال ۲۰۱۸ شده‌است.